# Treffléan
Treffléan [tʁefleɑ̃] est une commune française située dans le département du Morbihan, en région Bretagne.

## Toponymie
Le nom de la localité est attesté sous les formes Trevleyan en 1387, Treflean en 1793, Treffléan en 1801.
Trevlean en breton.
Ce toponyme dérive du moyen-breton Treff, antérieure aux notions de paroisses, c'est une entité territoriale de base et "Léon". Les noms de saints ou de propriétaires ont largement contribué à l'édification de la toponymie bretonne.

## Géographie

### Situation
Treffléan fait partie du Parc naturel régional du golfe du Morbihan.
| Saint-Nolff  |           | Elven   |
|              | Treffléan |         |
| Theix-Noyalo |           | Sulniac |

Située à une quinzaine de kilomètres de Vannes, la commune de Treffléan/Trevléan est l'une des 261 communes du département du Morbihan. Intégrée dans Golfe du Morbihan - Vannes agglomération, Treffléan fait partie du canton de Vannes-3.
Avec un territoire de 1 800 ha, limitrophe des communes de Theix-Noyalo, Sulniac, Elven, Saint-Nolff et Vannes. Située sur un terrain de bocages, légèrement vallonné, traversée par deux rivières (dont le Nérinen) et baignée par deux étangs (le Délan et Randrécard), Treffléan répartit ses 2 100 habitants entre un bourg et de nombreux hameaux dispersés.

### Hydrographie
Pour un article plus général, voir Réseau hydrographique du Morbihan.
La commune est située dans le bassin Loire-Bretagne. Elle est drainée par le ruisseau de liziec, la Bizolle, le Kerandrun, le ruisseau de Talhouët, le Clérigo, le Kervily, le Randrécard et divers autres petits cours d'eau,.
Le ruisseau de Liziec, d'une longueur de 21 km, prend sa source dans la commune de Elven et se jette  dans le golfe du Morbihan à Theix-Noyalo, après avoir traversé huit communes. 

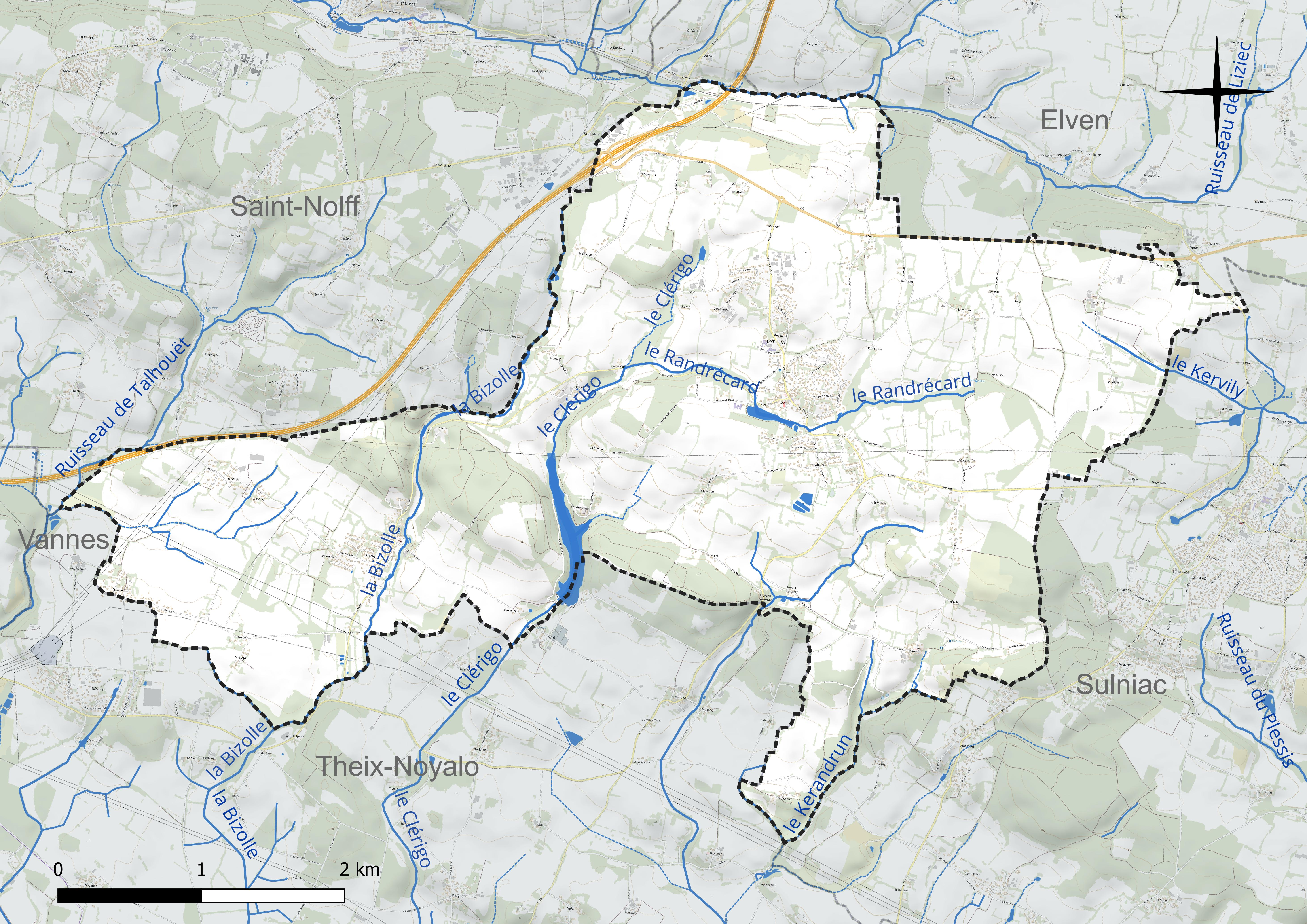
Réseau hydrographique de Treffléan.

### Climat
Pour des articles plus généraux, voir Climat de la Bretagne et Climat du Morbihan.
En 2010, le climat de la commune est de type climat océanique franc, selon une étude du CNRS s'appuyant sur une série de données couvrant la période 1971-2000. En 2020, Météo-France publie une typologie des climats de la France métropolitaine dans laquelle la commune est exposée à un climat océanique et est dans la région climatique  Bretagne orientale et méridionale, Pays nantais, Vendée, caractérisée par une faible pluviométrie en été et une bonne insolation. Parallèlement l'observatoire de l'environnement en Bretagne publie en 2020 un zonage climatique de la région Bretagne, s'appuyant sur des données de Météo-France de 2009. La commune est, selon ce zonage, dans la zone « Intérieur  », exposée à un climat médian, à dominante océanique.  
Pour la période 1971-2000, la température annuelle moyenne est de 11,5 °C, avec une amplitude thermique annuelle de 12,1 °C. Le cumul annuel moyen de précipitations est de 987 mm, avec 13,8 jours de précipitations en janvier et 7,3 jours en juillet. Pour la période 1991-2020, la température moyenne annuelle observée sur la station météorologique la plus proche, située sur la commune de Saint-Avé à 9 km à vol d'oiseau, est de 12,9 °C et le cumul annuel moyen de précipitations est de 1 034,4 mm,. Pour l'avenir, les paramètres climatiques de la commune estimés pour 2050 selon différents scénarios d’émission de gaz à effet de serre sont consultables sur un site dédié publié par Météo-France en novembre 2022.

## Urbanisme

### Typologie
Au 1er janvier 2024, Treffléan est catégorisée commune rurale à habitat dispersé, selon la nouvelle grille communale de densité à sept niveaux définie par l'Insee en 2022.
Elle est située hors unité urbaine. Par ailleurs la commune fait partie de l'aire d'attraction de Vannes, dont elle est une commune de la couronne,. Cette aire, qui regroupe 47 communes, est catégorisée dans les aires de 50 000 à moins de 200 000 habitants,.

### Occupation des sols
L'occupation des sols de la commune, telle qu'elle ressort de la base de données européenne d’occupation biophysique des sols Corine Land Cover (CLC), est marquée par l'importance des territoires agricoles (78,4 % en 2018), une proportion sensiblement équivalente à celle de 1990 (78,8 %). La répartition détaillée en 2018 est la suivante : 
terres arables (41,9 %), zones agricoles hétérogènes (31,1 %), forêts (16,4 %), prairies (5,4 %), zones urbanisées (4,8 %), zones industrielles ou commerciales et réseaux de communication (0,4 %). L'évolution de l’occupation des sols de la commune et de ses infrastructures peut être observée sur les différentes représentations cartographiques du territoire : la carte de Cassini (XVIIIe siècle), la carte d'état-major (1820-1866) et les cartes ou photos aériennes de l'IGN pour la période actuelle (1950 à aujourd'hui).

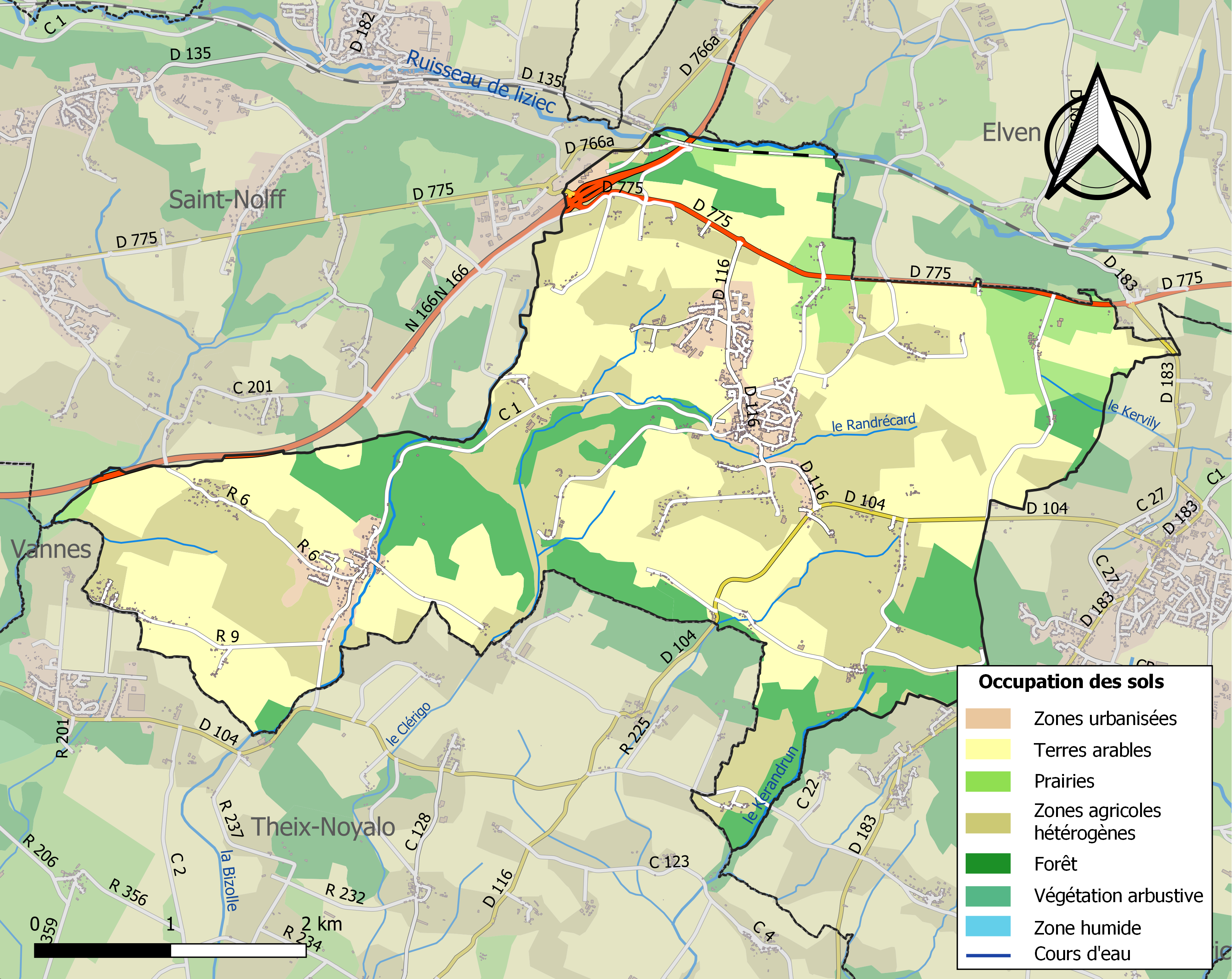
Carte des infrastructures et de l'occupation des sols de la commune en 2018 (CLC).

## Histoire

### Révolution française
Le 13 février 1791, des paysans des paroisses de l’est de Vannes se dirigent sur cette ville pour libérer leur évêque, Mgr Amelot. Des habitants de Treffléan participent à l’attaque (notamment l’abbé Le Sans et le maire de Treffléan, François le Barbier). Le regroupement des insurgés se fait à Kerboulard. Les soldats les stoppent au Liziec, sur la route de Rennes. Le commissaire au roi du district de Vannes rapporte : « Les attroupés, que les rapports avaient accusés d’être d’abord de 1.500 à 1.600, ne lâchèrent pas tous le pied ; on assure qu’il en resta un parti d’environ 400, qui attendirent de pied ferme nos braves dragons qui formaient l’avant-garde […] ». Après cet affrontement, Mgr Amelot est déchu de son siège épiscopal. Dans le Morbihan, seuls 48 prêtres sur 454 prêtèrent serment à la constitution civile du clergé. 25 prêtres furent guillotinés, d’autres exilés.

### LeXXesiècle

#### La Belle Époque
Un décret du Président de la République en date du 14 juin 1911 attribue, à défaut de bureau de bienfaisance, les biens ayant appartenu à la fabrique de Treffléan et actuellement placés sous séquestre à la commune de Treffléan.

## Politique et administration
| Période                 | Période    | Identité              | Étiquette | Qualité                                                                     |
| ----------------------- | ---------- | --------------------- | --------- | --------------------------------------------------------------------------- |
| 1790                    | 1792       | François Le Barbier   |           | 1er maire de la commune                                                     |
| 1792                    | 1793       | Gilles Thomas         |           |                                                                             |
| 1793                    | 1794       | Louis Le Métayer      |           | greffier                                                                    |
| 1794                    | 1800       | Pierre Le Viavant     |           | officier public                                                             |
| 1800                    | 1804       | Jean Caudal           |           |                                                                             |
| 1804                    | 1804       | Mathurin Sahanat      |           | adjoint                                                                     |
| 1804                    | 1815       | Louis Métayer         |           |                                                                             |
| 1815                    | 1830       | François Le Bourdat   |           |                                                                             |
| 1830                    | 1841       | Joseph Questel        |           | adjoint puis maire                                                          |
| 1841                    | 1844       | Jean Le Luherne       |           | adjoint puis maire                                                          |
| 1844                    | 1848       | Yves Questel          |           |                                                                             |
| 1848                    | 1865       | Léon Kerant           |           |                                                                             |
| 1865                    | 1870       | Pierre Le Leal        |           |                                                                             |
| 1870                    | 1888       | Yves Le Leal          |           |                                                                             |
| 1888                    | 1911       | Jean-François Questel |           |                                                                             |
| 1910                    | 1912       | Joseph Le Pellerin    |           | adjoint                                                                     |
| 1912                    | 1918       | Charles Mazier-Le Roy |           |                                                                             |
| 1914                    | 1919       | Jean Ruaud            |           | adjoint au maire                                                            |
| 1919                    | 1934       | Armel Gueho           |           |                                                                             |
| 1934                    | 1962       | Pierre Resnais        |           |                                                                             |
| 1962                    | avril 1967 | Joseph Kerrand        |           | Démissionnaire pour raison de santé                                         |
| avril 1967              | mars 1983  | Alain Louis           |           | Industriel laitier                                                          |
| mars 1983               | mars 1989  | François Ruaud        |           | Employé                                                                     |
| mars 1989               | mars 2014  | René Mazier           | DVD       | Ancien salarié d'une société d'assurance 1er vice-président de Vannes Agglo |
| mars 2014 Réélu en 2020 | En cours   | Claude Le Jallé       | DVD       | Agent de maîtrise                                                           |

## Démographie
L'évolution du nombre d'habitants est connue à travers les recensements de la population effectués dans la commune depuis 1793. Pour les communes de moins de 10 000 habitants, une enquête de recensement portant sur toute la population est réalisée tous les cinq ans, les populations de référence des années intermédiaires étant quant à elles estimées par interpolation ou extrapolation. Pour la commune, le premier recensement exhaustif entrant dans le cadre du nouveau dispositif a été réalisé en 2007.

En 2022, la commune comptait 2 531 habitants, en évolution de +11,99 % par rapport à 2016 (Morbihan : +3,82 %, France hors Mayotte : +2,11 %).
| 1793 | 1800 | 1806 | 1821 | 1831 | 1836 | 1841 | 1846 | 1851 |
| ---- | ---- | ---- | ---- | ---- | ---- | ---- | ---- | ---- |
| 681  | 568  | 718  | 831  | 748  | 751  | 743  | 761  | 815  |

| 1856 | 1861 | 1866 | 1872 | 1876 | 1881 | 1886 | 1891 | 1896 |
| ---- | ---- | ---- | ---- | ---- | ---- | ---- | ---- | ---- |
| 806  | 766  | 775  | 751  | 784  | 788  | 805  | 849  | 804  |

| 1901 | 1906 | 1911 | 1921 | 1926 | 1931 | 1936 | 1946 | 1954 |
| ---- | ---- | ---- | ---- | ---- | ---- | ---- | ---- | ---- |
| 783  | 771  | 763  | 714  | 711  | 712  | 681  | 638  | 628  |

| 1962 | 1968 | 1975 | 1982  | 1990  | 1999  | 2006  | 2007  | 2012  |
| ---- | ---- | ---- | ----- | ----- | ----- | ----- | ----- | ----- |
| 564  | 591  | 705  | 1 144 | 1 441 | 1 445 | 1 807 | 1 858 | 2 058 |

| 2017  | 2022  | - | - | - | - | - | - | - |
| ----- | ----- | - | - | - | - | - | - | - |
| 2 324 | 2 531 | - | - | - | - | - | - | - |

## Culture et patrimoine

### Lieux et monuments
- Chapelle Notre-Dame de Cran.
- Chapelle et calvaire de Bizole.
- Église Saint-Léon.
- Manoir de Randrecard.

### Héraldique
|  | Les armoiries de Treffléan se blasonnent ainsi : « D’azur à dix besants d’or, une barre d’hermine chargée d’une croix pattée de gueules brochant sur le tout. » Treffléan dépendait à l'origine de la seigneurie de l'Argouët, possession de Rieux. La croix rappelle la chapelle de Cran. Conc: B. Le Ny-Jégat |

## Personnalités liées à la commune
- Alain Resnais, cinéaste qui est né à Vannes en 1922, a vécu à Treffléan. Son père, Pierre, est resté maire de Treffléan pendant 28 ans (1934-1962).